# Hartenbeest
Het hartenbeest (Alcelaphus buselaphus) is een grote, algemene antilope uit de Afrikaanse grasvlakten. De naam "hartebeest" is aan het dier gegeven door de Boeren, die het dier vonden lijken op een hert.

## Kenmerken
Het hartenbeest is een grote antilope met een korte nek, een lang smal gezicht en grote gepunte oren. De rug loopt schuin af, doordat de schouders hoger liggen dan de achterzijde. De vacht is zandkleurig geel tot donkerbruin van kleur, lichter op de achterzijde. De kleur kan echter verschillen per ondersoort. De buik en romp is wittig van kleur. De staart is middellang met zwarte haren aan het uiteinde. Beide geslachten hebben hoorns. Deze zijn sikkelvormig en diep geringd. Ze kunnen 45 tot 83 centimeter lang worden. De hoorns van het vrouwtje zijn kleiner en smaller.
Het hartenbeest heeft een kop-romplengte van 160 tot 215 centimeter, een staartlengte van 30 tot 70 centimeter en een schouderhoogte van 107 tot 150 centimeter. Vrouwtjes wegen 116 tot 185 kilogram, mannetjes 125 tot 218 kilogram.

## Verspreiding en leefgebied
Het hartenbeest leeft in open, droge graslanden en savannes. Vroeger kwam het in bijna alle grasvlakten en savannes van Afrika voor, maar de soort is tegenwoordig uitgestorven in Noord-Afrika. Het leeft zowel op vlakten als in heuvelachtig gebied, zowel in open gebied als in meer beboste en met struiken begroeide gebieden.

## Leefwijze
Het hartenbeest is voornamelijk 's ochtends, laat in de middag en 's avonds actief. Op het heetst van de dag zoekt het de schaduw op. Het leeft voornamelijk van grassen en kruiden. Bladeren vormen een klein onderdeel van het dieet. Als water aanwezig is, drinkt het iedere dag, maar het kan in de droge tijd overleven op het vocht uit zijn voedsel.
Het leeft in kudden die soms uit duizenden dieren kunnen bestaan. Vooral in de droge tijd leeft het in grote groepen, vaak samen met andere grote hoefdieren. Oude mannetjes leven solitair in een territorium, jonge mannetjes zonder territorium leven in vrijgezellengroepen. In sommige gebieden hebben mannetjes het gehele jaar door een vast territorium, in andere gebieden hebben mannetjes enkel in de bronsttijd een territorium, en leven de dieren de rest van de tijd in vrijgezellengroepen. Een territorium wordt afgebakend met mest. In de bronsttijd vechten de mannetjes hevig, waarbij soms doden kunnen vallen, voornamelijk als dieren in hoge dichtheden leven.

## Voortplanting
Één kalf wordt geboren na een draagtijd van acht maanden. De moeder verdedigt haar jong fel tegen predatoren. Sommige dieren zijn al na een jaar geslachtsrijp, andere pas na vier jaar. Het hartenbeest wordt tot negentien jaar oud.

## Ondersoorten
Er zijn acht ondersoorten. Het verspreidingsgebied van sommige van deze ondersoorten overlappen, en in deze overlappingszones komen hybrides voor, die soms als aparte ondersoorten worden gezien. 
- Noord-Afrikaanse koe-antilope (A.b. buselaphus) - Noordwest-Afrika, uitgestorven in 1925
- Kaaps hartenbeest of kaama (A.b. caama) - Etosha, Kaap, Kalahari
- Cokes hartenbeest of kongoni (A.b. cokii) - Zuid-Kenia, Noord-Tanzania
- Lelwel (A.b. lelwel) - Tsjaadmeer tot Turkanameer
- Lichtensteinantilope of Lichtensteins hartenbeest (A.b. lichtensteinii) - Zambia, Mozambique, Tanzania
- Westelijk hartenbeest (A.b. major) - West-Afrika
- Swaynes hartenbeest (A.b. swaynei) - Ethiopië
- Tora-hartenbeest (A.b. tora) - Oost-Soedan, Noord-Ethiopië